# الجوف (محافظة)
محافظة الجوف  تقع في الجزء الشمالي الشرقي من صنعاء وتبعد عنها بحدود (143) كيلو متراً وتبلغ مساحتها حوالي 39496.33 كيلومتر مربع أي حوالي % 7.2 من إجمالي مساحة اليمن، وتعد الجوف موطن مملكة معين القديمة، ينتشر سكانها البالغ عددهم 532,000 نسمة بحسب إحصائيات 2011 في تجمعات سكانية متناثرة حيث تبلغ الكثافة السكانية للمحافظة حوالي (11) شخص لكل كيلومتر مربع.
يحد محافظة الجوف من الغرب محافظة عمران ومن الجنوب الغربي محافظة صنعاء ومن الجنوب محافظة مأرب، ومن الشرق محافظة حضرموت ومن الشمال الشرقي المملكة العربية السعودية ومن الشمال محافظة صعده.
ويشكل سكانها ما نسبته (2.3%) من إجمالي سكان جمهورية اليمن تقريباً وتعد الزراعة وتربية الحيوانات النشاط الرئيس لسكان المحافظة، ويمكن أن تكون المحافظة إقليما زراعياً، تشكل المحاصيل الزراعية ما نسبته (4.9%) من إجمالي الإنتاج الزراعي في الجمهورية، ومن أهم محاصيلها الزراعية الحبوب والخضروات والفواكه والأعلاف. وتضاريس محافظة الجوف يغلب عليها الطابع السهلي، إذ تتداخل مع صحراء الربع الخالي، وتتميز بمناخ صحراوي. ومعالم السياحة في المحافظة متنوعة، ومن أهم المدن الأثرية مدينة قرناو، الخربة البيضاء والخربة السوداء وبراقش. وكانت مركز مملكة مَعَّين اليمنية القديمة.

## الجغرافيا
تقع شمال شرق العاصمة صنعاء وتبعد عن العاصمة صنعاء مسافة (170 كم) تبلغ مساحتها حوالي(39,495) كم2 وتتوزع في 12 مديرية وتتصل المحافظة بمحافظة صعده من الشمال، صحراء الربع الخالي من الشرق، أجزاء من محافظتي مأرب وصنعاء من الجنوب، محافظتي عمران وصعده من الغرب،

## المناخ
معتدل وحار صيفاً وبارد شتاءً في المناطق الداخلية والمرتفعات الجبلية ويسود المناطق الصحراوية وشبه الصحراوية المناخ الحار أثناء الصيف والمعتدل شتاءً في النهار ويميل إلى البرودة في الليل.وفيها مناطق جبليه

## التقسيم الإداري
وفقاً لآخر تقسيم إداري بلغ عدد المديريات في محافظة الجوف (12) مديرية وتتكون هذه المديريات من 48 عزلة :
| - مديرية برط العنان - مديرية الحزم - مديرية الحميدات - مديرية خب والشعف - مديرية خراب المراشي - مديرية الخلق | - مديرية رجوزة - مديرية الزاهر (الجوف) - مديرية الغيل - مديرية المتون - مديرية المصلوب - مديرية المطمة |

## السكان
| المديرية            | المساحة (كم 2) | عدد الإناث | عدد الذكور | إجمالي السكان |
| ------------------- | -------------- | ---------- | ---------- | ------------- |
| مديرية خب والشعف    | 32,510.40      | 37642      | 42551      | 80193         |
| مديرية الحميدات     | 512.30         | 9089       | 10937      | 20026         |
| مديرية المطمة       | 738.70         | 13767      | 15168      | 28935         |
| مديرية الزاهر       | 135.70         | 10513      | 13552      | 24065         |
| مديرية الحزم        | 1,600.53       | 13527      | 17425      | 30952         |
| مديرية المتون       | 417.80         | 11792      | 16619      | 28411         |
| مديرية المصلوب      | 359.70         | 4123       | 5815       | 9938          |
| مديرية الغيل        | 151.20         | 4634       | 5802       | 10436         |
| مديرية الخلق        | 92.00          | 6119       | 8004       | 14123         |
| مديرية برط العنان   | 1,586.04       | 27895      | 31568      | 59463         |
| مديرية رجوزة        | 998.80         | 34450      | 39273      | 73723         |
| مديرية خراب المراشي | 392.30         | 29109      | 34423      | 63532         |

## مناطق وأماكن سياحية
الجوف من أغنى المناطق التاريخية بالكنوز الأثرية، وعرفت في اليمن القديم بجوف المعينين، لأن المعينيين  أسسوا فيها إحدى الممالك، وشيدوا معابدهم ومساكنهم في النصف الثاني قبل الميلاد.
المعالم الأثرية والتاريخية:
مديرية حزم الجوف (مدينة قرناو(معين)، أسوار وأبواب المدينة، مدينة خربة أل علي، مدينة كمنهو (خربة كمنة)، معبد النصيب، مدينة نشن (خربة السوداء)، معبد عُثتر (بنات عاد)، مدينة نشق (خربة البيضاء)، قرية السلمات، جبل اللوذ، منطقة المساجد، منطقة القارة)، مديرية برط العنان ورجوزة، (جبل برط الأشم وحصن نعمان وجارالله مصلح وبيت المقضض)، مديرتا الشعف والمطمة، وادي الشظيف، قبيلة أمير، مدينة حنان، معبد يغرو، نقوش الاعتراف.
أسماء المعالم السياحية حسب تصنيفه :
| البيان                      |                                      |
| مديرية حزم الجوف            | مدينة قرناو (معين)                   |
| مديرية حزم الجوف            | أسوار وأبواب المدينة                 |
| مديرية حزم الجوف            | مدينة خربة آل علي                    |
| مديرية حزم الجوف            | مدينة كمنهو (خربة كمنة)              |
| مديرية حزم الجوف            | معبد النصيب                          |
| مديرية حزم الجوف            | مدينة نشن (خربة السوداء)             |
| مديرية حزم الجوف            | معبد عُثتر (بنات عاد)                 |
| مديرية حزم الجوف            | مدينة نشق (خربة البيضاء)             |
| مديرية حزم الجوف            | قرية السلمات                         |
| مديرية حزم الجوف            | جبل اللوذ                            |
| مديرية حزم الجوف            | المساجد                              |
| مديرية حزم الجوف            | القارة                               |
| مديرية برط العنان           | جبل برط وقرية جاراللة مصلح التاريخية |
| مديرية الشعف ومديرية المطمة | وادي الشظيف                          |
| مديرية الشعف ومديرية المطمة | قبيلة أمير                           |
| مديرية الشعف ومديرية المطمة | مدينة حنان                           |
| مديرية الشعف ومديرية المطمة | معبد يغرو                            |
| مديرية الشعف ومديرية المطمة | نقوش الاعتراف                        |